# Campeonato Brasiliense de Esgrima

## Espada Masculino
| Evento | Ouro             | Prata            | Bronze                |
| ------ | ---------------- | ---------------- | --------------------- |
| 1998   | Maurício Ayala   | Eduardo Fabbro   | ?                     |
| 1999   | Eduardo Fabbro   | Maurício Ayala   | ?                     |
| 2000   | Eduardo Fabbro   | Wang Hsiao Po    | ?                     |
| 2001   |                  |                  |                       |
| 2002   | Eduardo Fabbro   | Ivan Baumgartner | Mateus Didonet        |
| 2003   | Eduardo Fabbro   | Arnaldo Sisson   | Ivan Baumgartner      |
| 2004   | Eduardo Fabbro   | Ivan Baumgartner | Arnaldo Sisson        |
| 2005   | Eduardo Fabbro   | Ivan Baumgartner | Luiz Eduardo Oliveira |
| 2006   | Eduardo Fabbro   | Maurício Ayala   | André Brixi           |
| 2007   | Ivan Baumgartner | Eduardo Fabbro   | Maurício Ayala        |
| 2008   | Ivan Baumgartner | André Rothfeld   | Igor Agatti           |
| 2009   | Ivan Baumgartner | André Rothfeld   | Erno Paulinyi         |

## Espada Feminino
| Evento | Ouro             | Prata              | Bronze             |
| ------ | ---------------- | ------------------ | ------------------ |
| 2002   | Carolina Catunda | Daya Sisson        | Nilza Oliveira     |
| 2003   | Carolina Catunda | Daya Sisson        | Nilza Oliveira     |
| 2004   | Daya Sisson      | Carolina Catunda   | Szilvia Tóth       |
| 2005   | Carolina Catunda | Ana Luísa Coutinho | Júlia Aguiar       |
| 2006   | Carolina Catunda | Júlia Aguiar       | Ana Luísa Coutinho |
| 2007   | Cleia Guilhon    | Júlia Aguiar       | Rayssa Costa       |
| 2008   | Rayssa Costa     | Cleia Guilhon      | Júlia Aguiar       |
| 2009   | Rayssa Costa     | Cleia Guilhon      | Ana Luísa Coutinho |